# Sternwarte Padua

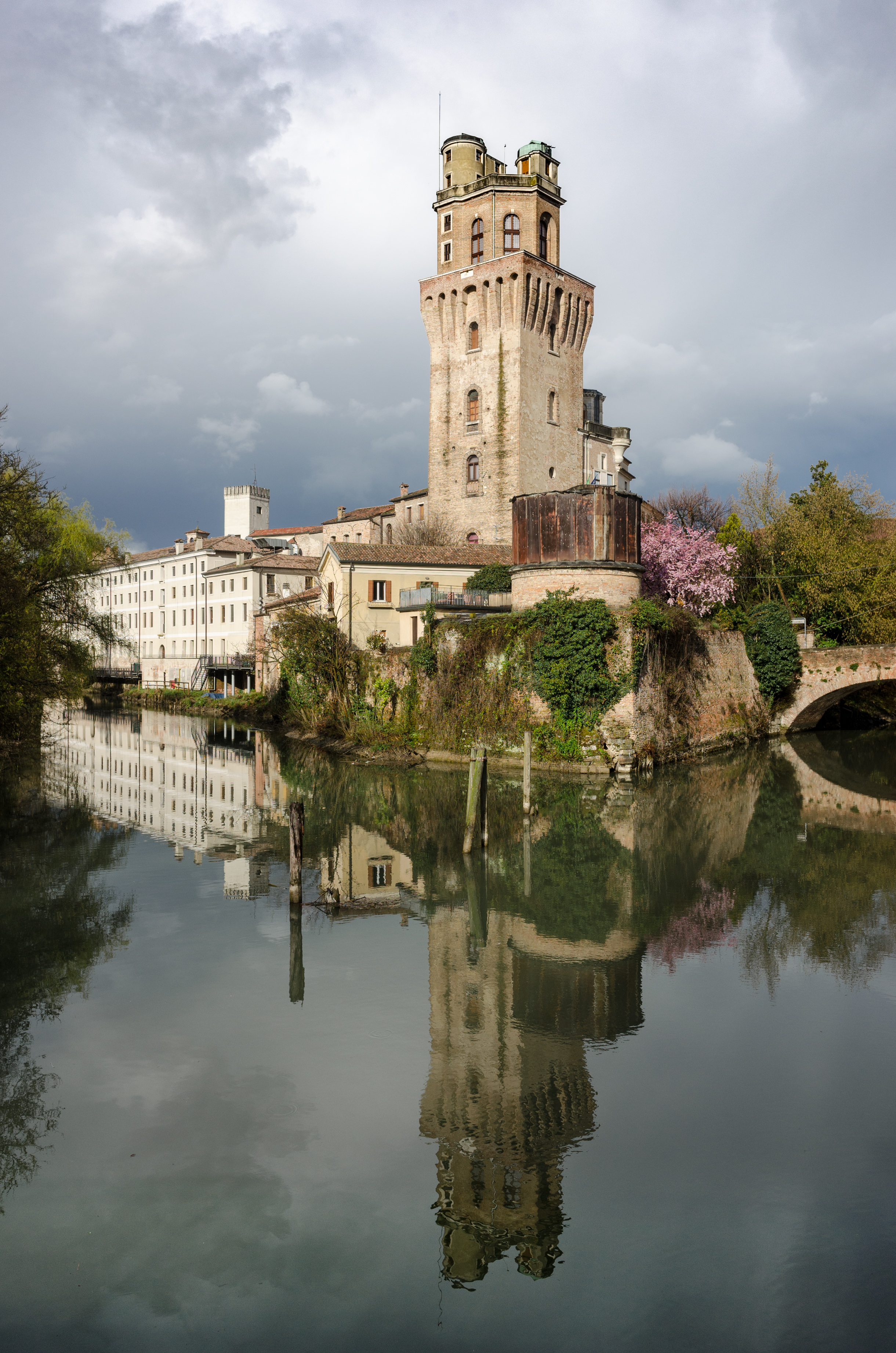
Die Sternwarte im März 2018

Die Sternwarte Padua (italienisch Osservatorio Astronomico di Padova oder Specola di Padova) ist ein astronomisches Observatorium des italienischen Nationalen Instituts für Astrophysik in Padua. Ihr Sternwarten-Code ist 533.

## Geschichte

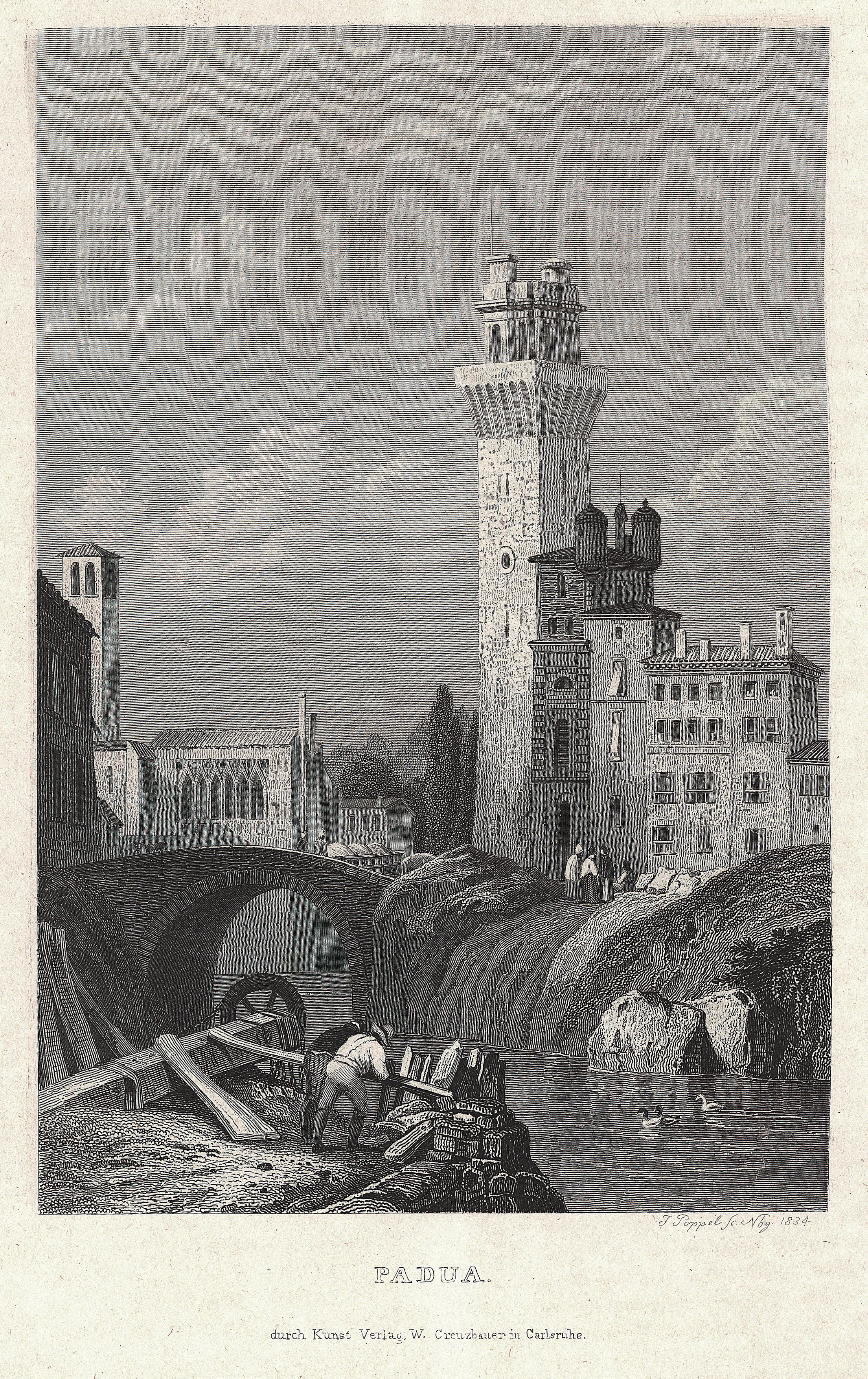
Stahlstich aus den 1830er Jahren

1767 wurde die Sternwarte als Teil der Universität Padua gegründet, wozu der Hauptturm der Burg Padua von 1767 bis 1777 entsprechend umgebaut wurde. Sie war zunächst ein astronomisches und meteorologisches Observatorium, seit 1817 beschäftigt sie sich jedoch ausschließlich mit astronomischen Beobachtungen. Zum Jahresende 1923 wurde die Sternwarte aus der Universität ausgegliedert, arbeitet jedoch weiterhin mit der dortigen Galileo-Galilei-Abteilung für Physik und Astronomie zusammen.

## Direktoren
Die Direktoren der Sternwarte Padua waren und sind:
- 1767–1797: Giuseppe Toaldo
- 1797–1815: Vincenzo Chiminello
- 1815–1817: Francesco Bertirossi-Busata (de facto)
- 1817–1877: Giovanni Santini
- 1877–1913: Giuseppe Lorenzoni
- 1913–1925: Antonio Maria Antoniazzi
- 1926–1952: Giovanni Silva
- 1952–1956: Antonino Gennaro (de facto)
- 1956–1982: Leonida Rosino
- 1991–1999: Gianfranco de Zotti[4]
- 1999–2005: Massimo Calvani[5]
- 2005–2010: Enrico Cappellaro[6]
- 2011–2017: Massimo Turatto[7]
- seit 2018: Roberto Ragazzoni[8]